# Sanke

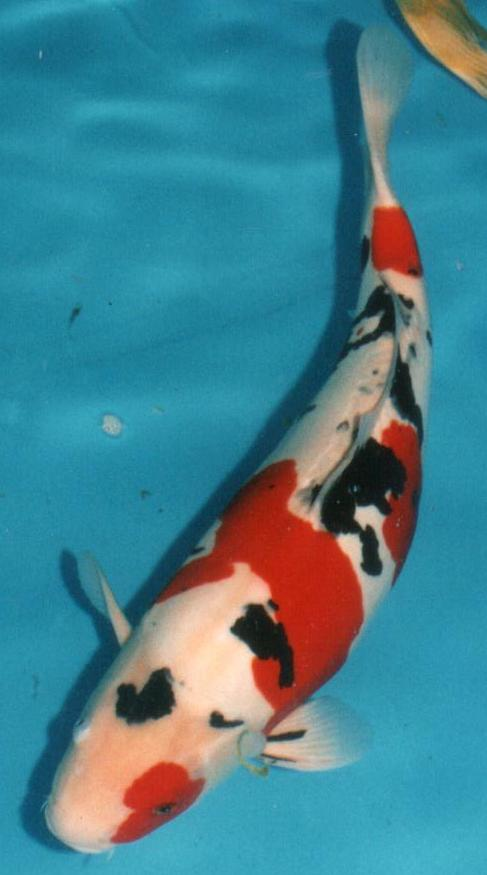
Doitsu Sanke.

Een Taisho Sanshoku (kortweg: Sanke) is een witte Koi met rode (hi) en zwarte (sumi) patronen. Terwijl ‘Taisho’ verwijst naar het tijdperk waarin de Sanke is ontstaan, namelijk de Taisho-periode (1912-1926), betekent ‘Sanke’ letterlijk ‘drie kleuren’. De kleuren wit, zwart en rood.

## Geschiedenis
Het geboortejaar van de Sanke is ongeveer 1914, toen een wit-rood-zwarte Koi als bijproduct van een Kohaku-kweek in een broedsel werd gevonden. Ongeveer in dezelfde periode kruiste een andere kweker een Kohaku met een Shiro Bekko (witte Koi met kleine, zwarte patronen), hetgeen eveneens in een kweek van Sanke resulteerde. Dit laatste resultaat lag aan de basis van de inmiddels legendarische Torazo-bloedlijn. Deze bloedlijn is een van de belangrijkste fundamenten van de hedendaagse Sanke. Moderne bloedlijnen zijn onder meer Jinbei, Sadazo, Matsunosuke en Shintaro.

## Showa Sanshoku
Een Showa Sanshoku draagt eveneens de kleuren wit, zwart en rood, maar heeft zwart als basiskleur.